# Merve Akıl
Merve Akıl (Bamberg, 1996. július 3. –) német születésű török labdarúgó, a Gazikentspor csatára. A 2014–2015-ös szezonban klubjával a női első osztályban szerepelt, 2017 óta a 2. osztályban játszik.

## Pályafutása
Mielőtt Törökországba költözött volna, a TSG 05 Bamberg csapatában játszott a 2012–13-as szezon végéig. 2013-ban szerződött a gaziantepi Gazikentsporhoz.